# 26005 Alicezhao
26005 Alicezhao este un asteroid din centura principală de asteroizi.

## Descriere
26005 Alicezhao este un asteroid din centura principală de asteroizi. A fost descoperit pe 18 martie 2001 la Socorro, New Mexico, în cadrul proiectului LINEAR. Asteroidul prezintă o orbită caracterizată de o semiaxă mare de 2,42 ua, o excentricitate de 0,19 și o înclinație de 3,2° în raport cu ecliptica.